# The Queen of Versailles
The Queen of Versailles es un documental estadounidense de 2012 dirigido por Lauren Greenfield. En él se muestra la vida de Jacqueline y David Siegel, un matrimonio que es dueño de la compañía Westgate Resorts y de una de las casas más grandes de Estados Unidos, centrándose en la forma en que su familia fue afectada por la crisis económica surgida en 2008.

## Descripción
En el documental se muestra la vida de Jacqueline y David Siegel, un matrimonio estadounidense que es dueño de la compañía Westagte Resorts, la cual está dedicada al negocio de las vacaciones de tiempo compartido. Jacqueline es una exmodelo y es treinta años menor que David, siendo su tercera esposa. Ambos viven en Miami (Florida) junto a sus siete hijos. Uno de los proyectos que el matrimonio busca concretar es la construcción de una casa para la familia, la cual está inspirada en el Palacio de Versalles y que es una de las casas más grandes de Estados Unidos. Por su parte, David acaba de inaugurar un edificio de la compañía en Las Vegas, el cual costó cerca de 500 millones de dólares.
Con el surgimiento de la crisis económica en 2008, la familia se ve afectada por problemas financieros y debe suspender la construcción de la casa. La compañía de la familia Siegel también es afectada, dado que su negocio consistía en ofrecer un servicio a personas que pagaban a través de créditos. Debido a la presión de los bancos, David se dedica a buscar alguna solución para su situación económica, intentando que su compañía no caiga en quiebra.
En el documental se muestran entrevistas a los miembros de la familia, así como a las personas que trabajan en la casa de los Siegel.

## Producción
La directora Lauren Greenfield comenzó a filmar el documental centrándose en la construcción de la casa de la familia Siegel, la cual se convertiría en la más grande de Estados Unidos. Según Greenfield, la idea que le interesó fue "la conexión entre la propiedad de una vivienda y el sueño americano, y la forma en que la casa se ha convertido en algo más que un lugar donde vivir y criar a la familia - una especie de máxima expresión de la riqueza y el éxito". Al comienzo del rodaje, la directora no sabía a que se dedicaba el marido de Jacqueline, lo que supo una vez que la familia comenzó a ser afectada por la crisis económica.

## Recepción
The Queen of Versailles obtuvo una respuesta positiva por parte de la crítica cinematográfica. El documental posee un 95% de comentarios positivos en el sitio web Rotten Tomatoes, basado en un total de 102 reseñas, y una puntuación de 80/100 en Metacritic. Ann Hornaday del periódico The Washington Post sostuvo que el documental "resulta ser un retrato -espantoso, absorbente e improbablemente conmovedor- de cómo, incluso en un sistema aparentemente diseñado para asegurar que los ricos se hagan más ricos, a veces los ricos se hacen más pobres". Claudia Puig de USA Today destacó la decisión de no agregar un narrador, permitiendo que "la audiencia forme sus propias conclusiones". Además, escribió que el filme no busca "despreciar o burlarse de los Siegel, a pesar de sus excesos. Ellos encarnan el impulso esencialmente estadounidense de vivir más allá de sus medios. Su saga es simplemente la historia del materialismo de una nación con mayúsculas".